# Ройдон
Ройдон (англ. Roydon) — маленькая деревня, расположенная в районе Эппинг-Форест графства Эссекс, Англия. Она лежит на 2.4 км к западу от Харлоу, 5.7 км к востоку от Ходдесдона и 7.4 км северо-западней Эппинга.
Деревня упоминается в книге Страшного суда как Руиндюн, позднее как Рейдона около 1130 года, как Рейдон в 1204 году, и как Ройндон в 1208 году.
В деревне есть магазин, аптека, почтовый офис и церковь. Храм Святого Петра, был построен в Средние Века.

## Транспорт

### Поезда
Деревня обслуживается станцией Ройдон Западно-английской главной линии, которая связывает деревню с Ливерпулем и Кембриджем.

## Внешние ссылки
- Совет графства Эссекс